# Vézénobres
Vézénobres település Franciaországban, Gard megyében. Lakosainak száma 1839 fő (2022. január 1.). Vézénobres Ners, Cassagnoles, Deaux, Martignargues, Ribaute-les-Tavernes, Saint-Christol-lès-Alès és Saint-Hilaire-de-Brethmas községekkel határos.

## Népesség
A település népessége az elmúlt években az alábbi módon változott:
| Lakosok száma | 914  | 1092 | 1312 | 1632 | 1740 | 1761 | 1774 | 1816 | 1824 | 1839 |
|               | 1968 | 1982 | 1990 | 2006 | 2013 | 2015 | 2017 | 2019 | 2020 | 2022 |